# Alianza (Honduras)
Alianza is een gemeente (gemeentecode 1702) in het departement Valle in Honduras. De gemeente grenst aan El Salvador en aan de Golf van Fonseca.
Het dorp is gesticht door de Ch'orti'. Later werd het Hacienda de Mongoya genoemd. Het maakte deel uit van de gemeente Goascorán tot het in 1847 een zelfstandige gemeente werd. In die tijd heette het La Nueva Alianza, later werd dit verkort tot Alianza.
Het dorp ligt aan de rivier Goascorán, dicht bij de Costa de los Amates.

## Bevolking
De bevolking is als volgt verdeeld:
| Vrouwen | 3899 | 51,7% |
| Mannen  | 3645 | 48,3% |

## Dorpen
De gemeente bestaat uit zes dorpen (aldea), waarvan het grootste qua inwoneraantal: Sonora  (code 170206): Alianza, Alto de Jesús, Los Amates, San Jerónimo, San Pedro Calero en Sonora.